# Lüsslingen
Lüsslingen es una comuna suiza del cantón de Soleura, situada en el distrito de Bucheggberg. Limita al norte con la comuna de Bellach, al este con Biberist, al sur con Lohn-Ammannsegg y Lüterkofen-Ichertswil, y al oeste con Nennigkofen y Selzach.